# Alpes de Gail
Os Alpes de Gail (em italiano:  Alpi della Gail, ou em alemão:  Drauzug)
são uma cordilheira dos Alpes que se encontram nas regiões de Caríntia e do Tirol na Áustria. O ponto mais alto é o  Grosse Sandspitze com 2.772 m.

## Localização
O seu nome provém da Rio Gail que os delimitam a Sul. Os Alpes de Gail estão rodeados a Norte  pelo Grupo de Kreuzeck e pelos Alpes Tauern, a Nordeste com os Alpes de Gurktal, a Sudeste os Caravanche e os Alpes Cárnicos, e a  Noroeste com Alpes de Pusteria.

## SOIUSA
A Subdivisão Orográfica Internacional Unificada do Sistema Alpesno (SOIUSA) dividiu em 2005 os Alpes em duas grandesPartes: Alpes Ocidentais e Alpes Orientais, separados pela linha formada pelo  Rio Reno - Passo de Spluga - Lago de Como - Lago de Lecco.
A secção alpina dos Alpes Cárnicos e de Gail é formada pelos Alpes Cárnicos, os Alpes de Gail e os Pré-Alpes Cárnicos.

### Classificação  SOIUSA
Segundo a SOIUSA este acidente geográfico é uma Secção alpina  com as seguintes características:
- Parte = Alpes Orientais
- Grande sector alpino = Alpes Orientais-Sul
- Secção alpina = Alpes Cárnicos e de Gail
- Sub-secção alpina = Alpes de Gail
- Código = II/C-33.II

## Imagens

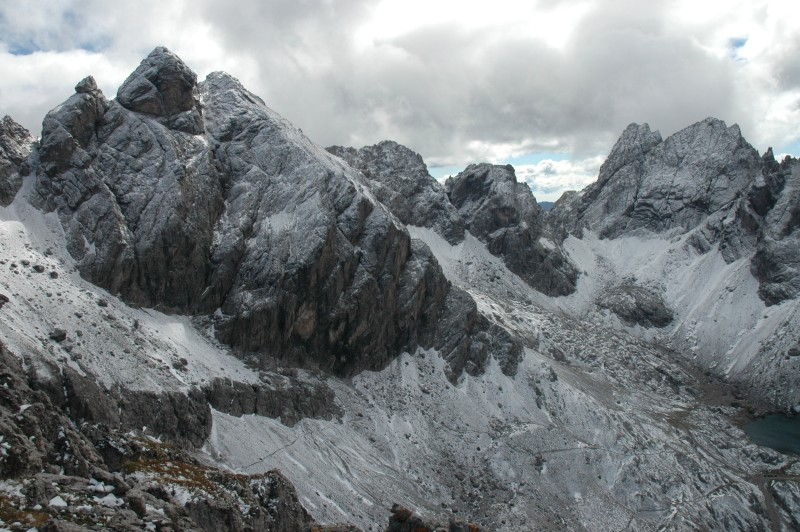
O Grosse Sandspitze